# Казанский, Пётр Евгеньевич
Пётр Евге́ньевич Каза́нский (18 [30] мая 1866, Симферополь — 1947, Одесса) — российский правовед, специалист по международному и государственному праву. По убеждениям — монархист.

## Биография
Пётр Казанский родился 18 (30) мая 1866 года в Симферополе в дворянской семье — ветви семьи Саблуковых, из которых происходит переводчик Корана Гордий Семёнович Саблуков.
В 1890 году окончил Московский университет.
С 1893 до 1895 год был приват-доцентом кафедры международного права в Казанском университете.
В 1895 году защитил магистерскую диссертацию на тему: «Договорные реки. Очерки истории и теории международного речного права».
В 1895—1896 годах находился в заграничной командировке для работы в европейских библиотеках. По результатам командировки опубликовал фундаментальный научный труд «Всеобщие административные союзы государств» (Т. 1—3. Одесса, 1897), первый том которого стал его докторской диссертацией.
С 1896 по 1919 год — преподаватель международного права в Новороссийском университете, профессор.
С приходом в Новороссийский университет Казанского начинают занимать вопросы не только международного, но и государственного права, в частности, проблемы юридической природы русской монархии.
Казанский был активным деятелем так называемого «Академического движения», состоящего из профессоров правых взглядов, боровшихся против вовлечения университетов в революционную борьбу. Был одним из организаторов одесского отдела Всероссийского национального союза.
После 1919 года преподавал в вузах Одессы. Репрессиям со стороны Советской власти подвергнут не был, но возможности публиковать научные труды (которые продолжал писать и после установления Советской власти в Одессе) был лишён.
Скончался в 1947 году.

## Память
В октябре 2010 года в Одесской национальной юридической академии прошли 1-е Международные чтения по международному праву, посвящённые памяти профессора Императорского Новороссийского университета Петра Евгеньевича Казанского. С тех пор данные чтения проходят ежегодно.
П. Е. Казанскому приписывают фразу, сказанную им в 1912 году: «Мы живем в удивительное время, когда создаются искусственные государства, искусственные народы, искусственные языки».

## Основные научные труды
- Перевод учебника международного права A. Rivier"a. — 1893.
- Институт международного права. Вступительная лекция.. — Казань, 1893.
- Договорные реки. Очерки истории и теории международного речного права. — Казань, 1895
- Отчет о командировке заграницу в 1895-96 году // Учен. Зап. Каз. унив.. — 1896.
- Всеобщие административные союзы государства. Т. 1-3. — Одесса, 1897
- Николай Христианович Палаузов. — СПб., 1899
- Введение в курс международного права. — Одесса, 1901
- Учебник международного права публичного и гражданского. — Одесса, 1902
- Выборы в Государственную Думу по законам 6 августа, 18 сентября, 11 октября, 17 октября, 20 октября, 11 декабря 1905 г. и пр. — СПб., 1906
- Государственная Дума по действующим законам. — СПб., 1906
- Избирательные права граждан. — Одесса, 1910
- Речь профессора П. Е. Казанского на собрании славянских юристов в Софии 26 июня 1910 г. — Одесса, 1910
- Славянский съезд в Софии. — Одесса, 1910
- Совещание профессоров в декабре 1910 г. — Одесса, 1911
- Народность и государство. — Одесса, 1912
- Русская сказка. Речь декана. — Одесса, 1912
- Русский язык в Австро-Венгрии. — Одесса, 1912
- Власть Всероссийского Императора. Очерки действующего русского права. — Одесса, 1913 (переиздание: Казанский П. Е. Власть всероссийского императора. — М.: ФондИВ, 2007. — 600 с. ISBN 978-5-91399-005-1)
- Современное положение Червонной Руси. Австро-венгерские зверства. — Одесса, 1913
- Присоединение Галичины, Буковины и Угорской Руси. — Одесса, 1914
- Галицко-русские беженцы в Одессе 1915—1916 гг. — Одесса, 1916